# Eduardo Sasha
Pour les articles homonymes, voir Sasha.
Eduardo Colcenti Antunes, plus connu comme Eduardo Sasha ou Sasha, né le 24 février 1992 à Porto Alegre, est un footballeur brésilien évoluant au poste d'avant-centre au RB Bragantino.

## Biographie

### Débuts à l'Internacional
Eduardo Colcenti Antunes voit le jour en février 1992 à Porto Alegre, dans l'État de Rio Grande do Sul au Brésil. Il est formé à l'Internacional de 2007 à 2010. Son surnom Sasha lui vient de son style de cheveux durant sa jeunesse qui ressemblait à celui de la présentatrice Xuxa, connue pour sa chevelure blonde. Son grand frère l'ayant pris comme surnom, il opte alors pour Sasha, inspiré de la fille de Xuxa, Sasha Meneghel.
Au mois de septembre 2010, Sasha signe son premier contrat professionnel avec l'Internacional d'une durée de cinq ans et avec une clause libératoire de quarante millions d'euros. Le 12 septembre 2010, il fait ses débuts en remplaçant Giuliano lors d'un nul 0-0 contre le Goiás Esporte Clube en Série A. Sasha joue un autre match de championnat et est convoqué à la Coupe du monde des clubs 2010 mais reste sur le banc.
En mars 2011, Sasha dispute une rencontre de Campeonato Gaúcho face à l'Esporte Clube Novo Hamburgo. C'est sa seule apparition de la saison alors que l'Internacional finit champion de la ligue régionale. Il s'adapte difficilement au sein de l'effectif et ne joue que deux rencontres lors de la saison 2012.

### Prêt à Goiás
Sasha est donc logiquement prêté au Goiás Esporte Clube le 10 mai 2012. Il prend part à sept rencontres de Série B tandis que le club est sacré champion et remonte dans l'élite brésilienne.
Le 23 janvier 2013, Sasha inscrit son premier but professionnel et contribue à un succès 3-1 contre le Grêmio Esportivo Anápolis en Campeonato Goiano. Il joue vingt-et-une rencontres de ligue régionale et marque à trois reprises, signe de son intégration progressive. Sasha ouvre son compteur en Série A le 19 septembre 2013 face au Coritiba (nul 2-2). L'attaquant inscrit un total de quatre buts en seize apparitions en championnat. En Coupe du Brésil, Sasha marque trois buts en huit matchs dont une réalisation lors de la demi-finale perdue contre le Flamengo. À l'issue de la saison 2013, il retourne dans son club formateur.

### Retour à l'Internacional
Sasha commence la saison 2014 avec un nouveau sacre en Campeonato Gaúcho où il marque deux buts en sept rencontres. Il inscrit quatre buts en Série A, dont un doublé contre Coritiba en septembre 2014. Sasha découvre la compétition continentale le 5 septembre et délivre une passe décisive à l'occasion d'un nul 1-1 face à Bahia en Copa Sudamericana.

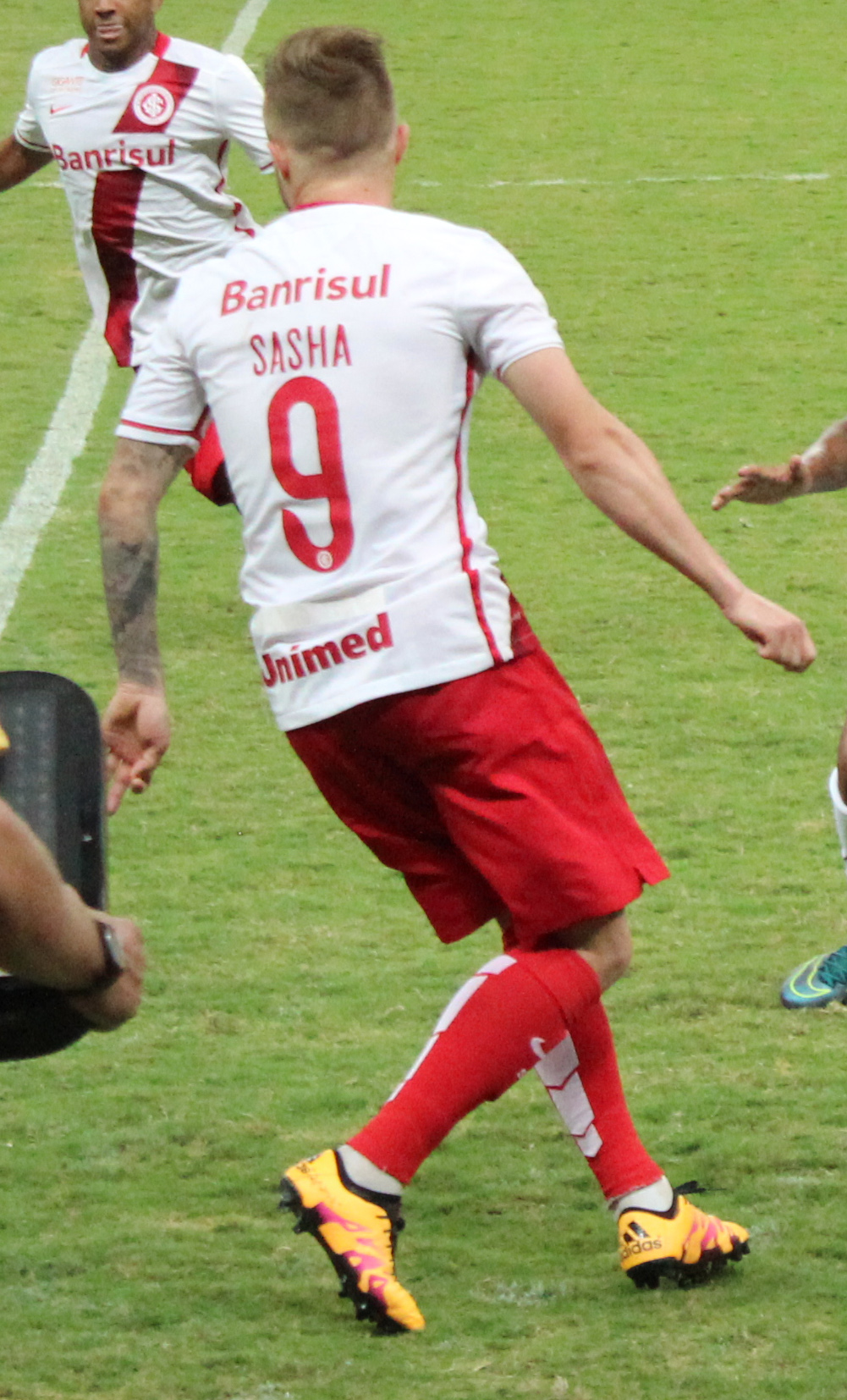
Sasha lors d'un match de l'Intercional en 2016.

La saison suivante, l'Internacional remporte à nouveau le Campeonato Gaúcho tandis que Sasha y inscrit trois buts. Le club dispute la Copa Libertadores durant cet exercice. Sasha inscrit ses deux premiers buts dans la compétition lors des deux rencontres opposant les Colorados à l'Universidad de Chile.
L'Internacional remporte la ligue régionale pour la sixième fois d'affilée en 2016 alors que Sasha est le meilleur buteur de son équipe avec six buts. Malgré une place de titulaire acquise depuis son retour, le buteur doit composer avec des blessures durant les saisons 2016 et 2017. Les Colorados sont relégués en Série B à l'issue de la saison 2016. Le club remonte en première division après sa seconde place durant l'exercice 2017 au cours duquel Sasha marque trois buts.

### Santos FC
Au mois de janvier 2018, Sasha est prêté au Santos FC jusqu'au mois de décembre avec une option d'achat. Il fait ses débuts le 19 janvier, entrant en jeu lors d'une défaite contre le Clube Atlético Bragantino en Campeonato Paulista. Sasha marque trois jours plus tard mais ne peut empêcher une défaite à l'extérieur face à Ponte Preta. En mars, il réalise un doublé permettant un succès 3-1 aux dépens des Uruguayens du Nacional en Copa Libertadores.
Sasha rejoint officiellement le Santos FC 19 avril 2018, dans le cadre d'un échange avec le défenseur Zeca.
Malgré un début de saison 2019 où Jorge Sampaoli se passe régulièrement de ses services en ligue régionale, Sasha s'établit comme un titulaire régulier en championnat. Il marque son premier but le 28 avril 2019 durant une victoire 1-2 contre le Grêmio. Sasha se montre plus incisif et précis dans la finition durant cet exercice et ses statistiques devant le but s'en ressentent. Il clôt la saison avec quatorze buts en Série A qui témoignent de son progrès en termes d'efficacité.
En juillet 2020, Sasha attaque le club en justice en raison de salaires impayés. Le joueur est déclaré agent libre onze jours plus tard mais le juge chargé de l'affaire annule sa décision le lendemain.

### Atlético Mineiro
Le 17 août 2020, Sasha s'engage au Clube Atlético Mineiro, paraphant un contrat de quatre ans pour un montant estimé à plus d'un million d'euros.

## Statistiques
Ce tableau montre les statistiques en carrière de Eduardo Sasha,.
| Saison                | Club                  | Championnat           | Championnat | Championnat | Championnat | Coupe(s) nationale(s) | Coupe(s) nationale(s) | Coupe(s) nationale(s) | Compétition(s) continentale(s) | Compétition(s) continentale(s) | Compétition(s) continentale(s) | Compétition(s) continentale(s) | Ligue régionale | Ligue régionale | Ligue régionale | Autres compétitions | Autres compétitions | Autres compétitions | Autres compétitions | Total | Total | Total |
| Saison                | Club                  | Division              | M.          | B.          | P.d.        | M.                    | B.                    | P.d.                  | Comp.                          | M.                             | B.                             | P.d.                           | M.              | B.              | P.d.            | Comp.               | M.                  | B.                  | P.d.                | M.    | B.    | P.d.  |
| 2010                  | Internacional         | Série A               | 2           | 0           | 0           | -                     | -                     | -                     | -                              | -                              | -                              | -                              | -               | -               | -               | CMC                 | 0                   | 0                   | 0                   | 2     | 0     | 0     |
| 2011                  | Internacional         | Série A               | -           | -           | -           | -                     | -                     | -                     | -                              | -                              | -                              | -                              | 1               | 0               | -               | -                   | -                   | -                   | -                   | 1     | 0     | 0     |
| 2012                  | Internacional         | Série A               | -           | -           | -           | -                     | -                     | -                     | -                              | -                              | -                              | -                              | 2               | 0               | -               | -                   | -                   | -                   | -                   | 2     | 0     | 0     |
| 2014                  | Internacional         | Série A               | 12          | 4           | 1           | 2                     | 0                     | -                     | CS                             | 1                              | 0                              | 1                              | 7               | 2               | -               | -                   | -                   | -                   | -                   | 22    | 6     | 2     |
| 2015                  | Internacional         | Série A               | 14          | 2           | 0           | 2                     | 1                     | 0                     | CL                             | 12                             | 2                              | 4                              | 10              | 3               | -               | -                   | -                   | -                   | -                   | 38    | 8     | 4     |
| 2016                  | Internacional         | Série A               | 31          | 5           | 0           | 5                     | 1                     | 0                     | -                              | -                              | -                              | -                              | 16              | 6               | -               | PL                  | 4                   | 1                   | -                   | 56    | 13    | 0     |
| 2017                  | Internacional         | Série B               | 26          | 3           | 0           | 1                     | 0                     | 0                     | -                              | -                              | -                              | -                              | -               | -               | -               | PL                  | 1                   | 0                   | -                   | 28    | 3     | 0     |
| Sous-total            | Sous-total            | Sous-total            | 85          | 14          | 1           | 10                    | 2                     | -                     | -                              | 13                             | 2                              | 5                              | 36              | 11              | -               | -                   | 5                   | 1                   | -                   | 149   | 30    | 6     |
| 2012                  | Goiás (prêt)          | Série B               | 7           | 0           | -           | 1                     | 0                     | -                     | -                              | -                              | -                              | -                              | -               | -               | -               | -                   | -                   | -                   | -                   | 8     | 0     | 0     |
| 2013                  | Goiás (prêt)          | Série A               | 16          | 4           | 2           | 8                     | 3                     | -                     | -                              | -                              | -                              | -                              | 21              | 3               | -               | -                   | -                   | -                   | -                   | 45    | 10    | 2     |
| Sous-total            | Sous-total            | Sous-total            | 23          | 4           | 2           | 9                     | 3                     | -                     | -                              | -                              | -                              | -                              | 21              | 3               | -               | -                   | -                   | -                   | -                   | 53    | 10    | 2     |
| 2018                  | Santos FC (prêt)      | Série A               | 1           | 0           | 0           | -                     | -                     | -                     | CL                             | 2                              | 2                              | 0                              | 14              | 4               | 1               | -                   | -                   | -                   | -                   | 17    | 6     | 1     |
| 2018                  | Santos FC             | Série A               | 24          | 1           | 3           | 2                     | 0                     | 0                     | CL                             | 3                              | 0                              | 0                              | -               | -               | -               | -                   | -                   | -                   | -                   | 29    | 1     | 3     |
| 2019                  | Santos FC             | Série A               | 37          | 14          | 3           | 7                     | 0                     | 1                     | CS                             | 0                              | 0                              | 0                              | 5               | 0               | 0               | -                   | -                   | -                   | -                   | 49    | 14    | 4     |
| 2020                  | Santos FC             | Série A               | -           | -           | -           | -                     | -                     | -                     | CL                             | 2                              | 0                              | 0                              | 8               | 2               | 1               | -                   | -                   | -                   | -                   | 10    | 2     | 1     |
| Sous-total            | Sous-total            | Sous-total            | 62          | 15          | 6           | 9                     | 0                     | 1                     | -                              | 7                              | 2                              | 0                              | 27              | 6               | 2               | -                   | -                   | -                   | -                   | 105   | 23    | 9     |
| 2020                  | Atlético Mineiro      | Série A               | 3           | 1           | 0           | 0                     | 0                     | 0                     | -                              | -                              | -                              | -                              | 2               | 1               | 0               | -                   | -                   | -                   | -                   | 5     | 2     | 0     |
| Sous-total            | Sous-total            | Sous-total            | 3           | 1           | 0           | 0                     | 0                     | 0                     | -                              | -                              | -                              | -                              | 2               | 1               | 0               | -                   | -                   | -                   | -                   | 5     | 2     | 0     |
| Total sur la carrière | Total sur la carrière | Total sur la carrière | 173         | 34          | 9           | 28                    | 5                     | 1                     | -                              | 20                             | 4                              | 5                              | 86              | 21              | 2               | -                   | 5                   | 1                   | -                   | 312   | 65    | 17    |

## Palmarès
Internacional
- Campeonato Gaúcho
  - Vainqueur en 2011, 2014, 2015 et 2016

 Goiás
- Série B
  - Vainqueur en 2012
- Campeonato Goiano
  - Vainqueur en 2013